# 紫禁城的黄昏
《紫禁城的黄昏》（英語：Twilight in the Forbidden City）是關於清末皇帝宣統帝溥仪的回憶錄，共486頁。
莊士敦是宣統的老師，也見證了20世紀20至30年代的動蕩時期。他的觀點和現在很多人的觀點相異。他亦是倫敦大學中文教授和英國駐威海衛專員。

## 總覽
溥仪於1931年為此書作序，他写道：“仓皇颠沛之际，唯莊士敦知之最详。今乃能秉笔记其所历，多他人所不及知者。”莊士敦在本书扉页上特意写道，“谨以此书献给溥仪皇帝陛下。”
莊士敦提供了辛亥革命前，清朝最後的日子的傳聞。他在革命當中認識很多人和清朝政治結構的歷史意義，特別是內務府。對慈禧太后和政府要員而言，他的可用之處甚少。
此書充滿清末民初整段時期的歷史，和中國末代皇帝的非獨家照片。後者之影響可能是《末代皇帝》這套電影的基礎。溥仪被质押苏联期间，苏联官方根据此书线索对他进行问讯。据毛泽东英文教师章含之回忆，当年他们練習英文文法时，本书亦在参考书之列。

## 出版
- Reginald F. Johnston, Twilight in the Forbidden City, Victor Gollancz Ltd., 1934, 486 pp.
- Reginald F. Johnston, Twilight in the Forbidden City, Oxford University Press, 1985, 486 pp.
- Reginald F. Johnston, Twilight in the Forbidden City, Soul Care Publishing, 2008, 488 頁，附未出版之章節
- 莊士敦（秦仲龢翻譯），紫禁城的黃昏，躍昇，1988年，383頁，ISBN 9576301009，台灣出版
- Reginald F. Johnston. 莊士敦，陳時傳譯。紫禁城的黃昏，博雅書屋，2009年，448頁，ISBN 9789866614262。台灣出版
- 庄士敦（耿沫译），暮色紫禁城:洋帝师眼中的溥仪与近代中国，2011年，328页，华文出版社。中国大陆出版